# 麥可·金恩
麥可·麥克雷·金恩（英語：Michael McRae King，1995年5月25日—），為美國職棒大聯盟的投手，目前效力於聖地牙哥教士。他先前曾效力於紐約洋基。

## 職業生涯

### 邁阿密馬林魚
2016年美國職棒大聯盟選秀，馬林魚在第12輪353順位選進金恩。該年他從新人聯盟出發，並很快登上低階1A與1A。隔年他在1A拿下11勝9敗，防禦率3.14。

### 紐約洋基
2017年11月20日，馬林魚將金恩和國際簽約金交易到洋基，換來蓋瑞特·庫珀和Caleb Smith。
2019年，金恩受邀參加大聯盟春訓，但他在春訓開打前就受傷缺陣。9月27日，金恩完成大聯盟初登板。隔年他在縮水賽季的防禦率高達7.76。
2021年，金恩向隊友柯瑞·克魯伯請教滑球的握法，並獲得了顯著的進步。6月4日，他在面對紅襪的比賽中投出完美一局。這也是基襪大戰歷史上首次發生的完美一局。7月8日，他因為中指受傷進入傷兵名單。整季他的防禦率為3.55，並投出62次三振。
2022年，金恩轉往牛棚發展。他在4月14日拿下生涯首次救援成功。7月22日，他因為手肘受傷提前退場休息。後來發現手肘骨折須進行手術，導致剩餘球季提前報銷。
2023年春訓，金恩向總教練提請移往先發的想法。雖然他開季仍被球隊定位為中繼投手，但後來球隊先發接連受傷倒下，讓金恩成功移往先發輪值。而他在8場先發的防禦率僅1.88。

### 聖地牙哥教士
2023年12月6日，洋基將金恩、東岡凱爾、Drew Thorpe、Randy Vásquez和Jhony Brito交易到教士，換來胡安·索托和崔恩特·葛里沙姆。

## 外部連結
- 球員資訊和成績在MLB ，ESPN ，Baseball Reference ，Baseball Reference (Minors) ，Fangraphs ，The Baseball Cube （英文）